# Duo Discus
De Duo Discus is een tweezits-zweefvliegtuig van de firma Schempp-Hirth Flugzeugbau GmbH uit Duitsland.
De Duo Discus heeft een intrekbaar hoofdwiel en kan 200 liter water als ballast meenemen.